# Wouter Van Mechelen
Wouter Van Mechelen   (Anvers, 8 d'abril de 1981) va ser un ciclista belga, professional des del 2003 fins al 2010. Va combinar la carretera amb la pista.

## Palmarès
En pista.
- 2000
  -  Campió de Bèlgica en Òmnium
- 2003
  -  Campió de Bèlgica en Òmnium
  -  Campió de Bèlgica en Madison (amb Steven De Neef)

En ruta.
- 1999
  - 1r al Keizer der Juniores
- 2001
  - Vencedor de 2 etapes a la Volta a la província d'Anvers
- 2002
  - 1r al Grote Prijs van de Stad Geel
  - Vencedor d'una etapa al Tour de Loir i Cher
  - Vencedor d'una etapa a la Ronde van Vlaams-Brabant
  - Vencedor d'una etapa a la Volta a la província d'Anvers
- 2003
  - Vencedor d'una etapa al Circuit des Mines
- 2004
  - Vencedor d'una etapa al Circuit des Mines
  - Vencedor d'una etapa al Gran Premi del Somme